# Arsène Lupin (televíziós sorozat, 1971)
Arsène Lupin a francia író, Maurice Leblanc (1864–1941) húsz kötetnyi regénysorozatának főszereplője az úri betörőről. Minden Arsène Lupin-feldolgozás ebből ered.
Az Arsène Lupin francia–kanadai–svájci–olasz–osztrák–holland–belga–NSZK televíziós filmsorozat, amelyet Jacques Nahum alkotott. Franciaországban az ORTF vetítette, Magyarországon az MTV sugározta, majd a 2000-es években új szinkronnal a Filmmúzeum. Ugyanezzel a címmel később (1996-ban) rajzfilmsorozat is készült, majd (2004-ben) film is.

## Szereplők

### Főszereplők
| Szereplő                      | Színész                                         | Magyar hang                                                                                           |
| ----------------------------- | ----------------------------------------------- | --- |
| Arsène Lupin                  | Georges Descrières                              | Bujtor István (1. szinkron) Fesztbaum Béla (2. szinkron)                                              |
| Grognard                      | Yvon Bouchard                                   | Kiss László (1. évad (1. szinkron)) Zana József (2. évad (1. szinkron)) Várkonyi András (2. szinkron) |
| Guerchard                     | Roger Carel                                     | Körmendi János (1. évad (1. hang)) Miklósy György (1. évad (2. hang)) Verebes Károly (2. évad)        |
| Herlock Sholmes               | Henri Virlojeux                                 | Bánffy György (1. évad) Lőte Attila (2. évad)                                                         |
| Natacha                       | Marthe Keller                                   | Margitai Ági                                                                                          |
| Lady Dora Bakefield (1. évad) | Kathrin Ackermann                               | Győry Franciska (6. részben) Örkényi Éva (12. részben)                                                |
| Wilson                        | Marc Dudicourt (1. évad) Yves Barsacq (2. évad) | N/A                                                                                                   |
| Rendőrprefektus               | Jacques Monod                                   | Zentay Ferenc                                                                                         |
| Beautrellet (2. évad)         | Bernard Giraudeau                               | Nagy Gábor                                                                                            |

### További szereplők
| Szereplő                     | Színész             | Magyar hang          |
| 1. évad                      | 1. évad             | 1. évad              |
| ---------------------------- | ------------------- | -------------------- |
| Maurice Leblanc              | Raoul de Manez      | Latinovits Zoltán    |
| Paula                        | Janine Patrick      | Békés Rita           |
| Tamara                       | Christine Buchegger | Szegedi Erika        |
| Ludwig van Neydegg gróf      | Hans Holt           | Inke László          |
| Peppino                      | Vittorio Sanipoli   | Inke László          |
| Georgine                     | Kitty Speiser       | Hámori Ildikó        |
| Ordosczy báró                | Hans Jaray          | Szabó Ottó           |
| Ordosczy bárónő              | Grete Zimmer        | ?                    |
| Prefektus                    | Bernard Lavalette   | Zentay Ferenc        |
| Dobritzky                    | Josef Fröhlich      | Perlaki István       |
| Fox                          | Gunnar Möller       | Perlaki István       |
| Baumann                      | Alexander May       | Képessy József       |
| Nerio Bernardi               | Marquis Belmonte    | Képessy József       |
| Plébános                     | René Clermont       | Képessy József       |
| Mathilda von Augstadt bárónő | Signe Seidel        | Soós Edit            |
| Robertson                    | Bernd Schäfer       | Szilágyi Tibor       |
| Maria Bonatti                | Juliette Mills      | Tímár Éva            |
| Aldo Bonatti                 | François Simon      | Ungváry László       |
| Dr. Fisher                   | Louis Arbessier     | Rajz János           |
| Báró                         | Jacques Mauclair    | Rajz János           |
| Hélène                       | Sjoukje Hooymaayer  | Jobba Gabi           |
| Mullen                       | Fons Rademakers     | Benkő Gyula          |
| Claudia                      | Marja Goud          | Béres Ilona          |
| Antonina                     | Raffaella Carrà     | Pálos Zsuzsa         |
| Gabriela                     | Corny Collins       | Kállay Ilona         |
| Stefan von Tornbüll gróf     | Alexander Hegarth   | Velenczey István     |
| Béchoux felügyelő            | Jacques Balutin     | Zana József          |
| Olga                         | Michèle Bardollet   | Hacser Józsa         |
| Clothilde                    | Sylvia Saurel       | Gór Nagy Mária       |
| Berthe                       | Monique Tarbès      | Magda Gabi           |
| Clarisse                     | Nadine Alari        | Drahota Andrea       |
| Daubecq                      | Daniel Gélin        | Bányai János         |
| 2. évad                      |                     |                      |
| Arlette                      | Evelyne Dress       | Andai Györgyi        |
| Régine                       | Marika Green        | Urbán Erika          |
| Gilbert de Mélamare          | Jacques Toja        | Kovács István        |
| Rabloux                      | Guy Grosso          | Fonyó István         |
| Raymonde de Saint-Véran      | Thérèse Liotard     | Győry Franciska      |
| Leduc                        | Daniel Sarky        | Ujréti László        |
| Dolorès                      | Claude Degliame     | Földi Teri           |
| Irène Imbert                 | Pascale Roberts     | Földi Teri           |
| Geneviève                    | Catherine Rouvel    | Borbás Gabi          |
| Amélie                       | Dagmar Heller       | Esztergályos Cecília |
| Elfi                         | Christine Böhm      | Esztergályos Cecília |
| Zimmermann asszony           | Charlotte Kerr      | Gyimesi Pálma        |
| Benoît Imbert                | Jean-Pierre Rambal  | Gálvölgyi János      |
| Hortense                     | Corinne Le Poulain  | Pálos Zsuzsa         |
| d’Aigleroche gróf            | François Maistre    | Inke László          |
| Gaëtan                       | Pierre Londiche     | Mécs Károly          |
| Romy Heidkamp                | Maria Körber        | ?                    |
| Brigitte Barett              | Marie Versini       | ?                    |
| Sénateur Heidkamp            | Felix Knemöller     | ?                    |
| Geza von Zsolnay             | Gönczöl János       | ?                    |
| Ilonka                       | Ruth Eder           | ?                    |
| Hélène von Wiesenberg        | Andrea Dahmen       | Császár Angela       |
| Wagner                       | Günter Spörrle      | Ráday Imre           |
| Gottlieb                     | Bernhard Helfrich   | Huszár László        |
| Pittora felügyelő            | Fritz Muliar        | Simon György         |
| Lydia                        | Dany Sigel          | Faragó Vera          |
| Tony                         | Michael Janisch     | ?                    |
| Julius                       | Heinz Petters       | ?                    |
| Catherine                    | Nicole Calfan       | Földessy Margit      |
| Juliette                     | Karin Petersen      | Bánsági Ildikó       |
| De Boisvert                  | Gérard Chevalier    | Nagy Attila          |
| Dreux-Soubise                | Bernard Dhéran      | Kaló Flórián         |
| Tábornok                     | Michel Peyrelon     | Szersén Gyula        |
| Nathalie                     | Sophie Agacinski    | ?                    |

## Epizódok

### 1. évad
| Sor. | Év. | MTV1 | Eredeti cím                         | Magyar cím                                          | Eredeti vetítés   | Magyar vetítés       |
| ---- | --- | ---- | ----------------------------------- | --------------------------------------------------- | ----------------- | -------------------- |
| 1.   | 1.  | 13.  | Le Bouchon de cristal               | A kristály üvegdugó A kristálydugó                  | 1971. március 18. | 1975. július 23.     |
| 2.   | 2.  | 3.   | Victor de la brigade mondaine       | Victor, a titkosügynök Victor, a kölcsönkét nyomozó | 1971. március 25. | 1973. július 26.     |
| 3.   | 3.  | 6.   | Arsene Lupin contre Herlock Sholmes | Arsène Lupin Herlock Sholmes ellen                  | 1971. április 1.  | 1973. szeptember 21. |
| 4.   | 4.  | 11.  | L'Arrestation d'Arsène Lupin        | Arsène Lupin letartóztatása                         | 1971. április 8.  | 1974. április 15.    |
| 5.   | 5.  | 12.  | L'Agence Barnett                    | A Barnett-ügynökség A Barnett iroda                 | 1971. április 15. | 1974. október 26.    |
| 6.   | 6.  | 4.   | La Fille aux yeux verts             | A zöldszemű lány                                    | 1971. április 22. | 1973. augusztus 16.  |
| 7.   | 7.  | 8.   | La Chaîne brisée                    | A hiányzó láncszem                                  | 1971. április 29. | 1973. december 29.   |
| 8.   | 8.  | 9.   | La Femme aux deux sourires          | A kétmosolyú nő A kétarcú asszony                   | 1971. május 6.    | 1973. december 31.   |
| 9.   | 9.  | 5.   | La Chimère du calife                | A kalifa ékköve A kalifa kincse                     | 1971. május 13.   | 1973. augusztus 21.  |
| 10.  | 9.  | 7.   | Une femme contre Arsène Lupin       | Egy nő Arsène Lupin ellen                           | 1971. május 20.   | 1973. október 2.     |
| 11.  | 11. | 2.   | Les Anneaux de Cagliostro           | Cagliostro gyűrűi                                   | 1971. május 27.   | 1973. június 21.     |
| 12.  | 12. | 10.  | Les Tableaux de Tornbüll            | Tornbull képei A Tornbüll-képek                     | 1971. június 3.   | 1974. január 13.     |
| 13.  | 13. | 1.   | Le Sept de cœur                     | A kör hetes                                         | 1971. június 10.  | 1973. június 14.     |

### 2. évad
| Sor. | Év. | MTV1 | Eredeti cím                     | Magyar cím                                                   | Eredeti vetítés    | Magyar vetítés      |
| ---- | --- | ---- | ------------------------------- | ------------------------------------------------------------ | ------------------ | ------------------- |
| 14.  | 1.  | 26.  | Herlock Sholmès lance un défi   | Herlock Sholmes párbajra hív Herlock Sholmes kihívása        | 1973. december 18. | 1978. június 7.     |
| 15.  | 2.  | 16.  | Arsène Lupin prend des vacances | Arsène Lupin vakációra megy Arsène Lupin szabadságra megy    | 1973. december 20. | 1976. október 5.    |
| 16.  | 3.  | 15.  | Le mystère de Gesvres           | A Gesvres-ek rejtélye Gesvres titka                          | 1973. december 22. | 1976. augusztus 11. |
| 17.  | 4.  | 17.  | Le secret de l'aiguille         | A sziklaszirt titka A tű titka                               | 1973. december 25. | 1977. január 12.    |
| 18.  | 5.  | 25.  | L'homme au chapeau noir         | A fekete kalapos férfi A feketekalapos ember                 | 1973. december 27. | 1978. május 18.     |
| 19.  | 6.  | 18.  | L'écharpe de soie rouge         | A vörös selyemsál                                            | 1973. december 29. | 1977. május 5.      |
| 20.  | 7.  | 14.  | La demeure mystérieuse          | A titokzatos kastély A titokzatos ház                        | 1974. január 7.    | 1976. május 5.      |
| 21.  | 8.  | 20.  | Les huit coups de l'horloge     | Az óra nyolcat ütött                                         | 1974. január 12.   | 1977. szeptember 7. |
| 22.  | 9.  | 24.  | La dame au chapeau à plumes     | A tollkalapos hölgy A tollaskalapos nő                       | 1974. január 19.   | 1978. január 7.     |
| 23.  | 10. | 21.  | La danseuse de Rottenburg       | A rottenburgi táncosnő                                       | 1974. január 26.   | 1977. október 14.   |
| 24.  | 11. | 22.  | Le film révélateur              | Az árulkodó film Az áruló film                               | 1974. február 2.   | 1977. december 1.   |
| 25.  | 12. | 23.  | Double jeu                      | A hamiskártyás Kettős játék                                  | 1974. február 9.   | 1977. december 8.   |
| 26.  | 13. | 19.  | Le coffre-fort de Madame Imbert | Madame Lambert páncélszekrénye Madame Imbert páncélszekrénye | 1974. február 16.  | 1977. július 8.     |